# Vale a Pena Ver de Novo
Vale a Pena Ver de Novo é um bloco de reprises de telenovelas transmitido pela TV Globo. Estreou em 8 de março de 1976 como uma faixa de reprises de conteúdos produzidos pelo jornalismo da TV Globo, e a partir de 5 de maio de 1980, passou a ser focado nas telenovelas com a reexibição de Dona Xepa, sendo a primeira novela de reprises nas tardes da emissora de segunda a sexta-feira.
Atualmente, A Viagem, escrita por Ivani Ribeiro, exibida originalmente no ano de 1994, e inicialmente reprisada em 1997 e 2006, está sendo reexibida pela terceira vez na faixa desde o dia 12 de maio de 2025.

## História

### Anos 1970
Anteriormente, o título Vale a Pena Ver de Novo era usado na TV Globo apenas em momentos esporádicos na programação como reprises de reportagens do Jornal Hoje, Globo Repórter, Jornal Nacional, Jornal da Globo, Jornal Amanhã e do Fantástico em caso de grande repercussão aos finais de semana, estreando no dia 8 de março de 1976. Antes da Globo, a TV Excelsior e a Rede Tupi também chegaram a usar o nome para reexibir apresentações.

### Anos 1980 e 90
Desde a metade dos anos 1970, a Globo já exibia reprises no horário da tarde, mas sem um nome específico, apesar de alguns boatos que a suposta faixa de reprises vespertinas se chamava Senhora Reprise, o que nunca chegou a ser confirmado, se tratando apenas de uma interpretação equivocada de uma grade de programação da reexibição do clássico citado em 1976. No início dos anos 80, a emissora passou a exibir compactos de algumas telenovelas dentro do TV Mulher. Em 5 de maio de 1980, com a estreia da reapresentação de Dona Xepa, o Vale a Pena Ver de Novo passou a ser fixo definitivamente nas tardes da Globo, mas agora passando a reprisar telenovelas. A faixa também foi criada para se diferenciar das reprises matinais, enquanto que uma reprisava grandes sucessos, a outra reprisava até os dias atuais as tramas de maior apelo. Já chegou a ser exibido após o Jornal Hoje em meados dos anos 80 e 90 e passou a suceder o Vídeo Show até 2014.
Mesmo com o Vale a Pena Ver de Novo ter sido reformulado para ser uma sessão de telenovelas, também já houve casos de reprises especiais fora da faixa por motivos comemorativos ou por conta de problemas nos bastidores das novelas inéditas, como o caso de O Casarão em 1983 (pelo fato de Sol de Verão ter sido encurtada com a morte de Jardel Filho e por Louco Amor ainda não estar pronta a tempo), Escrava Isaura em 1985 (apenas para Brasília e adjacências por conta do horário político das eleições municipais) e em 1990 dentro do Festival 25 Anos em uma edição especial, Locomotivas em 1986 (devido a um conflito entre a TV Globo e o SATED-RJ em relação às jornadas de trabalho, atrasando a estreia de Direito de Amar) e outras dentro da Sessão Aventura que era exibida após a Sessão da Tarde como Guerra dos Sexos, Que Rei Sou Eu?, Roque Santeiro e Vamp. Essa faixa em 1995 seria tomada pela soap opera Malhação, que ficou no ar até o início de 2022.
Apesar de ser uma sessão para reapresentações de telenovelas, em 1991, o Vale a Pena Ver de Novo teve uma sessão dupla, na qual exibiu minisséries. As minisséries reapresentadas no horário da tarde foram: Riacho Doce, O Pagador de Promessas, O Tempo e o Vento e Lampião e Maria Bonita, e em seguida a reprise da novela Top Model que era exibida às 14h30. Top Model, inclusive, é a telenovela reprisada no menor tempo após sua exibição original, menos de um ano após seu término.

### Anos 2000
Em 2000, o último capítulo da reprise de A Próxima Vítima foi trocado por um final alternativo gravado na época da produção da trama em 1995, para manter o mistério do Opala Preto. Foi a única novela que teve seu desfecho alterado quando exibida na faixa.
Em 2001, com a baixa audiência da reapresentação da novela Roque Santeiro, a emissora reapresentou alguns episódios do programa Você Decide no Vale a Pena Ver de Novo, apresentados por Susana Werner; no entanto, a audiência seguiu em declínio, atingindo 10 pontos, contra 13 de Roque Santeiro. No lugar, a TV Globo resolveu reapresentar pela segunda vez a novela A Gata Comeu, de 1985, reprisada pela primeira vez na faixa em 1989, e que rapidamente reconquistou a audiência perdida.

### Anos 2010
Em 2011, durante uma tentativa de reexibição da novela Páginas da Vida, de Manoel Carlos, o Ministério Público determinou as tramas da faixa de "novelas das oito" eram impróprias para o horário. Dessa forma, a TV Globo optou por reexibir Mulheres de Areia, de Ivani Ribeiro, pela segunda vez na faixa, novela anteriormente reprisada em 1996. Na sequência, Chocolate com Pimenta, de Walcyr Carrasco, foi reprisada pela segunda vez, após a primeira reapresentação em 2006. No segundo semestre de 2012, a emissora decidiu reexibir pela segunda vez Da Cor do Pecado, de João Emanuel Carneiro, que havia sido reapresentada anteriormente em 2007. Em 2013, O Cravo e a Rosa de Walcyr Carrasco e Mário Teixeira, reapresentada pela primeira vez em 2003, também ganhou uma segunda reprise.
No dia 20 de junho de 2013, uma parte de um capítulo da novela O Profeta deixou de ser exibido por conta da cobertura das manifestações populares daquele ano. O restante do capítulo só foi concluído no dia seguinte.
A partir de janeiro de 2014, com o fim da reprise de O Cravo e a Rosa e o início da reapresentação de Caras & Bocas, a exibição da semana final das novelas reprisadas eram exibidas em conjunto com a primeira semana da nova reprise, sendo esta sem intervalos e abertura e em curtos capítulos de 25 a 30 minutos. A prática se mantém até os dias atuais.
A partir do dia 17 de fevereiro de 2014, a TV Globo promoveu a primeira grande modificação na programação da faixa das tardes desde a estreia do Vale a Pena Ver de Novo. Invertendo o horário da faixa com o da Sessão da Tarde. O bloco de reprises passou das 14h30 para as 16h40.
Em 2015, durante as comemorações dos 50 anos da emissora, foi reapresentada pela segunda vez O Rei do Gado, de Benedito Ruy Barbosa, a trama havia sido anteriormente reprisada em 1999, e exibida na íntegra pelo canal de TV paga Viva em 2011.
Com o fim da exibição de O Rei do Gado e o início da reexibição de Caminho das Índias na faixa, os capítulos da dobradinha foram exibidos com a mesma duração em sequência pela primeira e única vez, causando o cancelamento da Sessão da Tarde por uma semana.
Em 2016, foi reapresentado pela segunda vez o remake de Anjo Mau, de Maria Adelaide Amaral, já reprisada entre os anos de 2003 e 2004, além de ter sido exibida na íntegra pelo canal Viva entre os anos de 2013 e 2014.
Em 31 de maio de 2016, antecedendo o capítulo do dia de Anjo Mau, e ocupando o horário da Sessão da Tarde, foi ao ar a reapresentação do último capítulo de Totalmente Demais, finalizada na noite anterior, a trama havia, excepcionalmente, exibido o último capítulo numa segunda-feira, devido ao feriado de Corpus Christi na sexta anterior, data que poderia causar queda audiência nos números finais da trama. Além disso, a exibição do último capítulo na segunda foi uma tentativa de barrar a audiência da estreia de Escrava Mãe, da Record. Entretanto, o movimento acabou dando errado após a Record decidir adiar o lançamento de sua nova novela para o dia 31, mesmo dia da estreia de Haja Coração. Desde então, os últimos capítulos das novelas das 18h e 19h, finalizados durante a semana, são reprisados dentro da sessão. Essa prática hoje está em desuso, com a retomada do último capítulo às sextas e a reapresentação aos sábados..
Com a exibição das Jogos Olímpicos de Verão de 2016 do Rio de Janeiro, a faixa deixou de ser exibida nos dias 3 e 4 de agosto, além de ser exibida mais cedo nas duas semanas seguintes, logo após o Jornal Hoje (o Vídeo Show havia deixado de ser exibido temporariamente durante o evento), para que a reprise de Anjo Mau não fosse prejudicada durante a exibição do evento esportivo.
Em 2017, foi reapresentada pela segunda vez Senhora do Destino, de Aguinaldo Silva. A novela havia sido reapresentada pela primeira vez em 2009. A segunda reprise da trama foi exibida entre 13 de março e 8 de dezembro de 2017, e se tornou a maior reprise da história da faixa e da emissora, com 195 capítulos (apenas 26 capítulos a menos que a exibição original), devido a alta audiência.
Em 2019, a novela Por Amor, de Manoel Carlos, foi reapresentada pela segunda vez. A novela havia sido reprisada pela primeira vez entre os anos de 2002 e 2003, além de ter sido exibida pelo canal Viva em 2010 e 2017. A novela contou com a primeira classificação "Livre para todos os Públicos" da faixa desde a reprise de O Cravo e a Rosa em 2013.

### Anos 2020
Para manter o sucesso de Avenida Brasil, que havia estreado na faixa em 2019, a Globo escalou a reprise do sucesso mais recente da faixa das 18h, Êta Mundo Bom!. A trama de Walcyr Carrasco, exibida durante os meses de pico da pandemia de COVID-19, manteve os altos índices de audiência e se tornou um dos maiores sucessos do Vale a Pena Ver de Novo desde a primeira reprise de O Cravo e a Rosa, do mesmo autor.
Entre 2020 e 2021, Laços de Família, de Manoel Carlos, foi reexibida pela segunda vez em comemoração aos 20 anos de sua estreia. A Novela já havia sido reprisada em 2005, e posteriormente no Viva em 2016.
Entre 2021 e 2022, O Clone, de Glória Perez, foi reexibida pela segunda vez na sessão, em comemoração aos 20 anos de sua estreia e aos 70 anos de telenovelas brasileiras. A primeira reprise da trama na faixa havia acontecido em 2011, além de também ter sido reapresentada em 2019 no Viva.
No dia 5 de novembro de 2021, uma parte do capítulo da reprise de O Clone deixou de ser exibida para dar lugar a cobertura do acidente de avião que causou a morte da cantora Marília Mendonça.
No dia 6 de dezembro de 2021, a TV Globo estreou uma nova faixa de reprises às 14h40 sob o título de Edição Especial, privilegiando títulos leves e de sucesso das faixas das 18h e 19h. Dessa forma, o Vale a Pena Ver de Novo seria dedicado a reprises de tramas da antiga faixa das 20h e da atual faixa das 21h.
A partir do dia 31 de janeiro de 2022, com o cancelamento do seriado Malhação, a sessão ganhou um novo horário e maior duração, sendo exibida pela primeira vez na história antes da novela da seis. A iniciativa buscava beneficiar diretamente as novelas inéditas com a alta audiência da faixa de reprises.
Entre 2022 e 2023, O Rei do Gado foi novamente reexibida, sendo esta a terceira exibição da trama na sessão, fato inédito. Como citado anteriormente, houve reprises em 1999 e 2015, além de uma exibição no canal Viva em 2011. A reprise foi escalada de maneira estratégica para manter os bons índices dos jogos da Copa do Mundo 2022.
Em 2023 foi reexibida pela segunda vez na sessão a novela Mulheres Apaixonadas, em comemoração aos 20 anos da estreia da trama e aos 90 anos do autor Manoel Carlos. Ainda em 2023, Paraíso Tropical, de Gilberto Braga e Ricardo Linhares, foi reprisada pela primeira vez após mais de 16 anos da exibição original.
Em 2024, após um hiato de três anos sem reexibir novelas das 18h e 19h, devido ao surgimento da faixa de reprises das 14h40 exclusiva a títulos mais leves destes horários, foi anunciada a reexibição de Alma Gêmea como substituta de Paraíso Tropical. Alma Gêmea originalmente seria reexibida na faixa ainda em 2016, mas por conta da presença de Flávia Alessandra no papel de vilã em Êta Mundo Bom!, novela também assinada por Walcyr Carrasco, a emissora decidiu cancelar a reprise visando evitar confundir o público.
Iniciando as comemorações do aniversário de 60 anos, a TV Globo escalou Tieta, exibida originalmente entre 1989 e 1990, para ser reprisada pela segunda vez na faixa a partir de 02 de Dezembro de 2024. Com isso, a trama tornou-se a novela com maior tempo de exibição a ser reprisada na faixa, com 35 anos de diferença entre a exibição original e a (segunda) reprise na faixa, além de ser a primeira novela dos anos 80 a ser exibida na faixa desde o término de A Gata Comeu em 2001.

## Vinhetas de abertura
- 8 de março de 1976 - 27 de março de 1981:

- 30 de março de 1981 - 30 de março de 1990: Em um fundo escuro, um letreiro grande e luminoso (em estilo dos cassinos de Las Vegas) é visível (com as palavras "Vale a Pena Ver") e, logo depois, vem aparecendo a palavra "de", que são acrescentadas ao título com a palavra "Novo" revelada.

- 2 de abril de 1990 - 24 de abril de 1998: O letreiro laranja é visível em um fundo de degradê preto e azul.

- 27 de abril de 1998 - 1.º de abril de 2005: Imagens de vários artistas da Globo (em cenas de telenovelas) são visíveis em um fundo preto, aparecendo logo em seguida o título em um fundo azul. No dia 3 de abril de 2000, em comemoração aos 35 anos da Globo, junto com o então novo logotipo, a emissora introduziu a versão transparente do logotipo conhecido como o "Globo de Vidro" (como em todas as vinhetas dos programas da emissora em 2000) (usado até 2004/2005).

- 4 de abril de 2005 - 25 de outubro de 2013: Vários logotipos dos títulos de telenovelas são visíveis rodando no que se parece um projetor de filmes, que se transforma em todas as letras "E" do título, com fundo contendo uma imagem de um céu cheio de nuvens.

- 28 de outubro de 2013 - atualmente: Uma recriação da segunda abertura, salvo que várias letras do título são visíveis e o fundo vai mudando de cor até o fundo se tornar verde água e todo o letreiro ser visível escrito em roxo. A música, que fora instrumental desde 1990, passou a ser cantada por um coro desconhecido.

## Formato das reprises
As reprises costumam conter entre 100 e 155 capítulos (salvo exceções), onde cortes são comuns para adequação a exibição no horário da tarde. A telenovela mais "cortada" foi Roda de Fogo, exibida originalmente em 179 capítulos e reapresentada em apenas 34. 
O intervalo de tempo em que as novelas costumam ser reprisadas pela primeira vez na sessão em relação a suas exibições originais é geralmente de 2 anos no mínimo. Considerando apenas a primeira reexibição dentro do Vale a Pena Ver de Novo, a telenovela que foi reprisada no maior tempo após sua exibição original é Paraíso Tropical, reprisada 16 anos depois do término de sua exibição original. A novela exibida há mais tempo a ser re-reprisada na faixa é Tieta, exibida originalmente em 1989 e reprisada na faixa pela primeira vez em 1994 e pela segunda vez em 2024.
São recorrentes as reprises de novelas exibidas originalmente na faixa das 18h (até 2024, telenovelas desse horário foram reprisadas 37 vezes), seguido pelo horário das 20h (até 2024, foram 33 reprises) e 19h (até 2021 com 27 reprises). A versão de 1975 de Gabriela é a única produção exibida originalmente às 22 horas a ser reprisada na faixa até hoje, enquanto Avenida Brasil é a única produção das 21h a ser exibida na faixa até então.

## Classificação Indicativa
Até 2017, as reprises possuíam classificação indicativa "Livre para todos os Públicos" ou "Não Recomendado para Menores de 10 Anos". Todavia, a reprise de Celebridade, exibida entre 2017 e 2018, contou com a primeira classificação "Não Recomendado para Menores de 12 Anos". Isso foi possível graças a decisão do Supremo Tribunal Federal (STF) em agosto de 2016, tornando a classificação etária apenas uma indicação, e não uma regra horária/censura. Essa liberação abriu caminho para a exibição de tramas mais pesadas na sessão.
Em 2022, a reprise de A Favorita foi reclassificada de "Não Recomendado Para Menores de 12 Anos" para "Não Recomendado Para Menores de 14 anos", se tornando a primeira produção da faixa a ter uma classificação indicativa elevada no horário vespertino.